# جين هيل
جين هيل (بالإنجليزية: Jane Hill)‏ مذيعة أخبار وصحفية ومقدمة تلفزيونية بريطانية، ولدت في 10 يونيو 1969 في ساسكس في المملكة المتحدة.

## وصلات خارجية
- جين هيل على موقع IMDb (الإنجليزية)